# Kota Bawah Timur
Kota Bawah Timur is een bestuurslaag in het regentschap Sabang van de provincie Atjeh, Indonesië. Kota Bawah Timur telt 2127 inwoners (volkstelling 2010).